# Río Encuentro
El río Encuentro es un curso natural de agua que nace en la en el picacho de la Virgen y fluye con dirección general norte hasta desembocar en la ribera sur del río Palena y deterermina en ese sector la frontera entre Chile y Argentina.

## Trayecto
El río que marca el límite internacional entre el Departamento Languiñeo y la Provincia de Palena en un tramo de cerca de 25 km. Se encuentra cerca del paso internacional homónimo.
Ver también el mapa de la zona de Luis Risopatrón, Ossandon y Bolaño de 1910 donde se muestra erradamente al río Engaño como una cuenca endorreica en circunstancias que el río Engaño cruza la frontera al sur del río Encuentro y desemboca en el río El Salto. Como puede verse en el mapa completo, amplias zonas de la región eran aún inexploradas.
(No confundir con el arroyo El Encuentro, tributario del río Baker, casi en su desembocadura.)

## Historia
Hans Steffen Hoffmann, explorador inglés-alemán establecido en Chile descubre el río Encuentro el 6 de enero de 1894.
Durante el siglo XX existió una disputa territorial sobre parte del río, la cual se resolvió tras un fallo arbitral de la reina Isabel II del Reino Unido de 1966.
El río fue nombrado así porque allí se encontraron las dos fracciones en que Hans Steffen había dividido su expedición para explorar el río Palena.: 4 
Luis Risopatrón lo describe con las siguientes palabras:: 315 
Encuentro (Río del). De corto caudal desciende del E encajonado entre barrancas verticales pero no mui altas y se vacía en la majen S del curso superior del río Palena. Fue llamado así en 1894, por haberse encontrado allí las dos partidas de la exploración de Steffen. Constituye una parte de la línea de frontera con la Arjentina, según el fallo arbitral, por lo que en 1903 se erijió una pirámide divisoria en la falda de un morro que se levanta en la marjen N del río Palena, frente a su desembocadura.
El río El Salto o Tigre, el cual nace en el cerro de la Virgen, fue identificado por el ingeniero argentino, Gunnar Anfin Lange, como que fuese el río Encuentro por error en el mapa de su autoría enviado por el perito Francisco Pascasio Moreno al tribunal del laudo de 1902, sentando las bases para la disputa. El picacho de la Virgen es bautizado por la Comisión Chilena de Límites posteriormente al cerro homónimo, bautizado por Lange.